# Alex Vlasic
Alex Vlasic (Wilmette, Illinois, 5 de junio de 2001) es un jugador profesional estadounidense de hockey sobre hielo que se desempeña en la posición de defensor izquierdo en Chicago Blackhawks, equipo de la National Hockey League (NHL).

## Carrera
Fue seleccionado en la segunda ronda en la NHL Entry Draft de 2019. En 2021 hizo su debut profesional con el equipo Chicago Blackhawks, donde lleva jugando tres temporadas.